# Бертон, Шарль Франсуа
Шарль Франсуа Бертон (фр. Charles Francisque Montan Berton; 1820—1874) — актёр французской труппы Санкт-Петербургских Императорских театров.

## Биография
Родился 16 сентября 1820 года в городе Париже, посещал местную консерваторию (ныне Парижская Высшая национальная консерватория музыки и танца) и в 1837 году дебютировал в «Théâtre français» («Комеди Франсез»), но не мог, однако, удержаться здесь и вынужден был перейти в «Théâtre du Vaudeville» («Театр Водевиль»). Лишь много позже Бертон снова и уже с большим успехом выступил на сцене «Комеди Франсез». 
В 1845 году Бертон был приглашён в Санкт-Петербург в помощь Просперу Брессану и по отъезде последнего в Париж в «Théâtre du Gymnase Marie-Bell» в 1846 году, занял выдающееся положение в труппе. Он создал ряд ролей в серьезных пьесах (например Сюлливана, в одноимённой пьесе, Шабриера в комедии Ожье «Grabrielle» и Фабриса в комедии того же автора «L’aventurière») и с неподдельным комизмом исполнял роли в водевилях («Le chapeau de paille d’Italie», «La poésie des amours»). Это был талант несколько неровный, но увлекательный и в Санкт-Петербурге Бертон стал любимцем столичной публики.
В 1853 году Шарль Франсуа Бертон по неизвестным причинам нарушил контракт с дирекцией и уехал в Париж, где с большим успехом выступал на сцене театра «Gymnase-Dramatique». Через три года Бертон снова возвратился на сцену Михайловского театра, восторженно был принят публикой и играл здесь до 1860 года, когда, вследствие закулисных столкновений, окончательно покинул российскую столицу. 
Отличаясь неуживчивым характером, Бертон переходил из одного театра в другой. В последние годы жизни Бертон создал несколько ролей в пьесах передового для того времени репертуара.
Шарль Франсуа Бертон скончался 18 января 1874 года в Пасси, близ Парижа.
С 1842 года был женат на писательнице Каролине Самсон, дочери французского актёра, драматурга и педагога Жозефа-Исидора Самсона; их сын, Пьер (1842—1912) пошёл по стопам отца и тоже посвятил жизнь театру.